# Lapeyrouse-Mornay
Lapeyrouse-Mornay é uma comuna francesa na região administrativa de Auvérnia-Ródano-Alpes, no departamento de Drôme. Estende-se por uma área de 11,45 km². Em 2010 a comuna tinha 1 237 habitantes (densidade: 108 hab./km²).